# Шарнхорст (броненосен крайцер)
Вижте пояснителната страница за други значения на Шарнхорст.
Шарнхорст (на немски: SMS Scharnhorst) е немски броненосен крайцер от Първата световна война. Главен кораб на едноименната серия кораби. Заложен е през януари 1905 година, спуснат на вода на 22 март 1906 година, в строй от 24 октомври 1907 година.
Служи като флагмански кораб на Германската Източно-Азиатска крайцерска ескадра (Източно-Азиатска крайцерска ескадра). Участвал в Сражението при Коронел, където в артилерийски дуел унищожава британския крайцер „Гуд Хоуп“. Потъва заедно с целия си екипаж, включително и щаба на адмирал Шпее, в Сражението при Фолкландските острови на 8 декември 1914 г. От 860 души на борда никой не оцелява.
Издирването на останките на потъналия крайцер започват през 2014 г., но корабът е открит едва на 5 декември 2019 година. Морската археологична експедиция, базираща се на кораба Seabed Constructor, открива кораба с помощта на хидролокатор на дълбочина 1610 метра на 100 морски мили югоизточно от Порт Стенли. Останките на крайцера са изследвани с автономен дълбоководен апарат. Корпусът на кораба лежи на равен кил и е добре запазен, макар болшинството надстройки да липсват.

## Коментари
1. ↑  Акронимът „SMS“ – е от на немски: Seiner Majestat Schiff – Кораб на Негово Величество.
2. ↑  В официалната немска класификация от онова време няма понятието броненосен крайцер, а той е класифициран като „голям крайцер“ (на немски: Großer Kreuzer).